# Zweite Seeschlacht von Schooneveld
Solebay – Erste Schooneveld – Zweite Schooneveld – Texel
In der Zweiten Seeschlacht von Schooneveld, der dritten Seeschlacht im Dritten Englisch-Niederländischen Krieg, traf am 4. Junijul. / 14. Juni 1673greg. die Flotte der Vereinigten Provinzen der Niederlande erneut auf die vereinigten Flotten Englands und des Königreichs Frankreich. Die Schlacht fand in der Nordsee vor der Scheldemündung statt.
Oft werden die Zweite und Erste Seeschlacht von Schooneveld zusammenfassend als Doppelseeschlacht beschrieben.

## Die Schlacht
Eine Woche vorher hatten beide Flotten bereits in der Ersten Seeschlacht von Schooneveld gegeneinander gekämpft. Während die englisch-französische Flotte vor der niederländischen kreuzte und hoffte, ihre Gegner aus den flachen Küstengewässern herauszulocken, konnten sich die Niederländer verstärken.
Einen günstigen Wind ausnutzend griffen die Niederländer die englisch-französische Flotte an. Diese versuchte auszuweichen und ihre Linien kamen sogleich wieder in große Unordnung. Nur zwischen der niederländischen Vorhut und der englischen Nachhut kam es zum Gefecht, das andauerte, bis die englische Küste erreicht wurde. Dort konnte sich die englisch-französische Flotte am Morgen des 15. Juni in die Themse retten. 
Durch die Erfolge in beiden Seeschlachten war es den Niederländern gelungen, eine drohende Invasion von der Seeseite abzuwenden. In der Seeschlacht vor Texel trafen beide Parteien erneut aufeinander.